# Eleutherodactylus thomasi
Espèce
Statut de conservation UICN

 EN B1ab(iii) : En danger
Eleutherodactylus thomasi est une espèce d'amphibiens de la famille des Eleutherodactylidae.

## Répartition
Cette espèce est endémique de Cuba. Elle se rencontre dans les provinces de Matanzas, de Sancti Spíritus, Cienfuegos, Ciego de Avila et Camagüey du niveau de la mer jusqu'à 390 m d'altitude.

## Description
La femelle holotype mesure 43,4 mm.

## Liste des sous-espèces
- Eleutherodactylus thomasi thomasi Schwartz, 1959
- Eleutherodactylus thomasi trinidadensis Schwartz, 1959
- Eleutherodactylus thomasi zayasi Schwartz, 1960

## Étymologie
Cette espèce est nommée en l'honneur de Richard Thomas et le nom de la sous-espèce lui a été donné en référence au lieu de sa découverte, la Sierra de Trinidad.

## Publications originales
- Schwartz, 1959 : A new species of frog of the Eleutherodactylus ricordi group from central Cuba. American Museum novitates, no 1926, p. 1-16 (texte intégral).
- Schwartz, 1960 : Nine new Cuban frogs of the genus Eleutherodactylus. Scientific Publications. Reading Public Museum and Art Gallery, vol. 11, p. 3–50.